# Кунашак (посёлок железнодорожной станции)
Кунашак — посёлок железнодорожной станции в Кунашакском районе Челябинской области. Входит в состав Кунашакского сельского поселения.
Промежуточная ж. д. станция 5-го класса ЮУЖД. Расположена на линии Челябинск— Каменск-Уральск. Расстояние до районного центра, Кунашака, 5 км.

## Население
| 2002 | 2010 |
| ---- | ---- |
| 57   | ↗67  |

(в 1997 проживало 56, в 2002 — 57 чел)

## Улицы
- Разъезд 91 км